# Megawatt Charging System
Het Megawatt Charging System (MCS) is een oplaadstekker in ontwikkeling voor het snelladen van grote en middelgrote elektrische voertuigen.

## Beschrijving
Ontwikkeling van de MCS-standaard begon in 2020 en wordt geleid door de werkgroepen MCS en CharIN. Aanvankelijk werd de benaming HPCCV gebruikt. 
MCS is ontworpen voor een maximale spanning van 1250 volt en maximaal 3000 ampère, waardoor een maximaal laadvermogen van 3,75 MW (3.750 kilowatt) kan worden bereikt. Hiermee wordt het geschikt voor het opladen van grote en middelgrote commerciële voertuigen, zoals elektrische veerboten, bussen, vrachtauto's en kleine vliegtuigen.
Doordat deze vermogens niet altijd via het reguliere stroomnet geleverd kunnen worden, zijn er mogelijkheden om MCS-snelladers te koppelen aan stationaire batterijen, om zo de stroomvraag op te vangen. Deze stationaire batterijen zijn extra batterijkasten die naast een oplaadpunt aanwezig zijn, en die waar nodig extra oplaadcapaciteit kunnen leveren.
Het Duitse consortium van autofabrikanten CharIN was eerder al betrokken bij de ontwikkeling van het Combined Charging System (CCS).
Vooralsnog is het maximale vermogen 1 megawatt en de specificaties worden pas in 2024 definitief vastgesteld. Naar verwachting moet de standaard wereldwijd in gebruik worden genomen in 2024.

## Ontwerp
Tijdens de ontwikkeling moest het ontwerp voldoen aan de volgende eisen:
- Enkele connector
- Ondersteuning voor maximaal 1250 V en 3000 A
- ISO 15118, ook bekend als Plug & Charge
- Aanraakveilig
- Uitschakelknop op de connector zelf
- Voldoen aan OSHA/ADA-standaard
- Voldoen aan standaard voor elektromagnetische straling
- Voldoen aan standaard voor veiligheid
- Plaatsgebonden linksvoor op taillehoogte van het voertuig
- Mogelijkheid tot geautomatiseerde koppeling van de connector
- Beveiligd tegen cybercriminaliteit
- Terugleverfunctie (Vehicle-to-all of V2X)